# (7308) Hattori
(7308) Hattori est un astéroïde de la ceinture principale.

## Description
(7308) Hattori est un astéroïde de la ceinture principale. Il fut découvert le 31 janvier 1995 à Nachikatsuura par Yoshisada Shimizu et Takeshi Urata. Il présente une orbite caractérisée par un demi-grand axe de 3,06 UA, une excentricité de 0,04 et une inclinaison de 8,1° par rapport à l'écliptique.

## Compléments